# Fundación ProAves
ProAves  es una organización no gubernamental colombiana, sin ánimo de lucro y dirigida a la protección medioambiental, especialmente la protección de especies de aves amenazadas.
La fundación enfoca sus esfuerzos hacia el estudio de las aves y la conservación de sus hábitats promoviendo y ejecutando la investigación científica y acciones de conservación y educación ambiental. La iniciativa surge básicamente como una necesidad de realizar acciones de conservación, que vayan más allá del simple trabajo de investigación y difusión de resultados, para poner en funcionamiento mecanismos que lleven realmente a la conservación de especies vulnerables o amenazadas y de hábitats estratégicos que hoy se encuentran en peligro.

## Creación y trayectoria
La Fundación ProAves nació en 1998 a partir de la iniciativa de un grupo de personas interesadas en la conservación del Loro Orejiamarillo (Ognorhynchus icterotis) en Colombia, y tiene la misión de proteger las aves silvestres y su hábitat en el país por medio de investigación, acciones estratégicas de conservación y trabajo con la comunidad. Su junta directiva y miembros han tenido años de experiencia en el diseño de políticas de conservación, la conducción de procesos de planificación y en la ejecución de estudios y proyectos a nivel nacional, regional y local. ProAves es entonces una recanalización y agrupación de esta fuerza para así obtener mejores resultados en la protección y conservación de las aves y los ecosistemas donde ellas habitan.

## Objetivos
La Fundación va a desarrollar su actividad para la consecución de los siguientes objetivos:
- Promover y realizar acciones que lleven hacia la conservación de ecosistemas naturales.
- Desarrollar estudios e investigaciones sobre distintos aspectos de la biología y el entorno de las aves en Colombia y promover estas en el resto del continente americano.
- Mantener una base de datos sobre las poblaciones de aves en Colombia y el continente americano.
- Divulgar la importancia de las aves y su medio ambiente.
- Fomentar y establecer convenios nacionales e internacionales para la protección y manejo de las aves.
- Promover el desarrollo de políticas de protección y conservación de las aves y de su hábitat.
- Desarrollar programas de educación dirigidos a la comunidad científica y a la población en general, promoviendo el conocimiento de los aspectos biológicos básicos de las aves y su hábitat.
- Promover el establecimiento de áreas de reserva natural de la sociedad civil y el reconocimiento de los incentivos, incluyendo los económicos, para la conservación de los recursos naturales y el desarrollo sostenible, de acuerdo a la legislación vigente.

## Reservas
ProAves ha establecido 27 reservas naturales en las que se encuentran especies amenazadas o en peligro de extinción cuyo objetivo es proteger el hábitat de las mismas.
Las reservas de ProAves son: Colibrí del Sol, El Dorado, El Pangán, El Paujil, Mirabilis-Swarovski, Reinita Cielo Azul, Hormiguero de Torcoroma, Arrierito Antioqueño, Loro Orejiamarillo, Chincherry, Loro Coroniazul, Pauxi pauxi, Cucarachero de Chicamocha, Reserva de Anfibios Ranita Dorada, Loros Andinos, Giles Fuertesi, Las Tángaras y Halcón Colorado. Además, se cuenta con la reserva El Mirador, que se maneja en calidad de comodato.
Estas reservas se encuentran ubicadas en lugares estratégicos, como por ejemplo en algunos relictos de bosque alto andino y páramo, bosque subtropical, bosque húmedo tropical, bosque muy seco tropical y manglar y zona costera, donde no solo están presentes gran cantidad de aves endémicas, sino también mamíferos, anfibios y reptiles, así como gran cantidad de flora que aún no ha sido estudiada.

## Alianzas
Proaves cuenta con alianzas establecidas con el objetivo de fomentar convenios nacionales e internacionales para la protección y manejo de las aves. Entre los aliados a la Fundación destacan los siguientes: La Sociedad Zoológica Para la Protección de Especies y sus poblaciones (ZGAP), Responsabilidad Compartida, Corporación Autónoma Regional del Magdalena (CORPAMAG), Corporación Autónoma Regional del Norte de Santander (CORPONOR) y Fundación Natura.

## Proaves en España
En el caso de España, varias son las agencias que colaboran la Fundación para proteger las especies amenazadas, entre ellas, la catalana Ecowildlife Travel que cuenta con programas responsables de avistamiento de aves en Colombia.